# امین فهد معلوف
امین فهد مَعلوف (یا با نگارش و آوایش: امین المعلوف) (۱۸۷۱، الشویفات - ۲۱ نوامبر ۱۹۴۳، قاهره) پزشک نظامی، دانشمند علوم طبیعی و زبان‌شناس لبنانی بود؛ در رشته‌های جانورشناسی، گیاه‌شناسی و اخترشناسی سررشته داشت.

## زندگی
«امین بن فهد بن اسعد المعلوف» زادهٔ ۱۸۷۱م در الشویفات؛ از دانشگاه آمریکایی بیروت دانش‌آموخته شد. به‌عنوان پزشک وارد ارتش مصر شد و در رویداد ام‌دورمان در سودان حضور داشت. هنگامی که جنگ بالکان شدت گرت، از سوی هلال احمر مصر به استانبول رفت. پس از این، به جده رفت و مدیر بهداشت آنجا شد. به مصر بازگشت و در ارتش بریتانیا کار کرد. سپس استاد طبیعت و گیاهان در دانشکدهٔ پزشکی دمشق، مدیر اداره وزارت امور خارجهٔ سوریه، مدیر امور پزشکی در ارتش عراق برگزیده شد. درجهٔ سپهبد گرفت. عضو فرهنگستان علمی عربی در دمشق نیز بود. او در قاهره در ۲۱ نوامبر ۱۹۴۳م / ۲۴ ذی‌القعده ۱۳۶۲ق درگذشت.

## خانواده
وی از خاندانی است که افراد آن به علم و اندیشه معروف بودند، از جمله: فوزی المعالوف شاعر مهاجر، لوئی المعالف صاحب معجم المنجد و نصیف المعلوف محقق و مورخ.

## آثار
- فرهنگنامهٔ گیاهان (معجم النبات)
- فرهنگنامهٔ جانداران (معجم الحیوان)
- مفکرات علمیة و لغویة وأدبیة
- تاریخ استانبول (تاریخ القسطنطینیة)